# Sikhoraphum (huyện)
Sikhoraphum (tiếng Thái: ศีขรภูมิ; phát âm tiếng Thái: [Xị-khổ-ra-phum]) là một huyện (amphoe) ở miền trung của tỉnh Surin, đông bắc Thái Lan.

## Địa lý
Các huyện giáp ranh (từ phía bắc theo chiều kim đồng hồ) là: Sanom và Samrong Thap của tỉnh Surin, Prang Ku của tỉnh Sisaket, Si Narong, Lamduan, Mueang Surin, Khwao Sinarin và Chom Phra của Surin.

## Hành chính
Huyện này được chia thành 15 phó huyện (tambon), các đơn vị này lại được chia ra thành 226 làng (muban). Ra Ngaeng là một thị trấn (thesaban tambon) nằm trên một phần của tambon Ra Ngaeng. Có 15 Tổ chức hành chính tambon.
| STT. | Tên        | Tên Thái | Số làng | Dân số |  |
| ---- | ---------- | -------- | ------- | ------ |  |
| 1.   | Ra-ngaeng  | ระแงง    | 14      | 11.352 |  |
| 2.   | Truem      | ตรึม      | 18      | 10.308 |  |
| 3.   | Charaphat  | จารพัต    | 19      | 10.558 |  |
| 4.   | Yang       | ยาง      | 18      | 9.953  |  |
| 5.   | Taen       | แตล      | 22      | 12.974 |  |
| 6.   | Nong Bua   | หนองบัว   | 18      | 8.881  |  |
| 7.   | Khalamae   | คาละแมะ  | 15      | 6.524  |  |
| 8.   | Nong Lek   | หนองเหล็ก | 18      | 12.620 |  |
| 9.   | Nong Khwao | หนองขวาว | 17      | 9.390  |  |
| 10.  | Chang Pi   | ช่างปี่     | 14      | 10.433 |  |
| 11.  | Kut Wai    | กุดหวาย   | 14      | 8.106  |  |
| 12.  | Khwao Yai  | ขวาวใหญ่  | 9       | 5.532  |  |
| 13.  | Na Rung    | นารุ่ง     | 9       | 5.603  |  |
| 14.  | Trom Phrai | ตรมไพร   | 10      | 8.119  |  |
| 15.  | Phak Mai   | ผักไหม    | 11      | 7.667  |  |